# M106 mortar carrier
Das M106 mortar carrier ist ein in den 1960er-Jahren in den Vereinigten Staaten entwickelter Panzermörser auf Basis eines modifizierten M113-Chassis. Entwickelt wurde das System vom US-Konzern FMC Corporation.

## Entwicklung
Der Panzermörser M106, der im Jahr 1961 in die US-Army eingeführt wurde, basierte auf dem gepanzerten Mannschaftstransporter M113. Der Mörser wurde im Innenraum eingebaut und nach hinten abgefeuert. Die Bodenplatte und der Erdsporn waren auf der linken Fahrzeugseite verstaut und erlaubten es der Besatzung, den Mörser auch außerhalb des M113 aufzubauen und einzusetzen. Zum Feuern aus dem M113 wurde die mittig geteilte Dachluke auf beiden Seiten umgeklappt. Der 304 kg schwere 107-mm-Mörser M30 kann drallstabilisierte Granaten verschießen. Als Sekundärbewaffnung fand bei den US-Streitkräften ein 12,7-mm-Maschinengewehr des Typs M2HB Verwendung. Der erste Kampfeinsatz eines M106 erfolgte im Vietnamkrieg.

## Varianten
- M106A1: Die Änderungen der ersten überarbeiteten Version bezogen sich hauptsächlich auf das modernisierte Basisfahrzeug M113A1. Der M106A1 wurde erstmals im September 1964 in die US-Armee übernommen. Insgesamt wurden 1316 gebaut.[1]
- M106A2: Auf Basis des M113A2.[1]
- M1064: Auf Basis des M106A2 mit 120-mm-Mörser und externen Kraftstofftanks.[3]
- M1064A3: Verbesserter M1064, ausgestattet mit dem RISE powerpack.[3]
- M125: Der M125A1 basierte auf dem M113A1 und teilte die gleichen technischen Eigenschaften wie der M106A1-Panzermörser, da die 81-mm-Mörser und der 107-mm-Mörser austauschbar waren. Der M125A2 basierte auf dem M113A2. Die ursprüngliche Variante, M125, basierend auf dem M113, wurde nicht in Serie hergestellt.[4]

## Nutzer

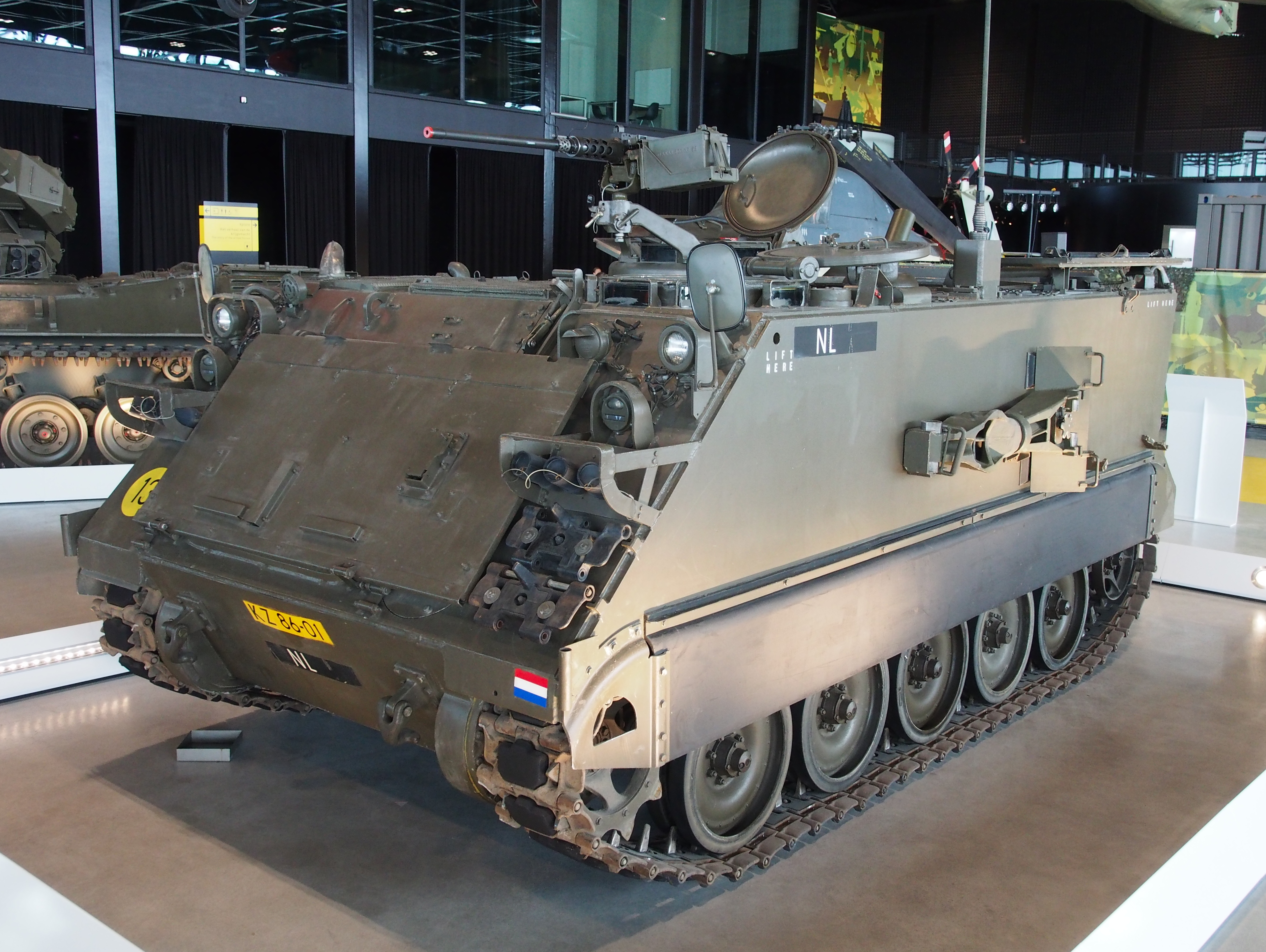
Niederländischer M106A1

- Argentinien: 38 Einheiten (gebraucht) im Jahr 2000 erhalten.[5]
- Ägypten: ca. 100 M106A1/A2 in den Jahren 1979/1982 und 1996/1997, zum Teil gebraucht, erhalten.[5]
- Deutschland: unbekannte Anzahl in den 1960er- und 1970er-Jahren erhalten.[5]
- Griechenland: 114 Einheiten (z. T. gebraucht) in den Jahren 2000 bis 2002 erhalten.[5]
- Israel: ca. 200 Einheiten gebraucht erhalten.[5]
- Italien: unbekannte Anzahl zugekauft.[5]
- Jordanien: 50 Einheiten (gebraucht) in den Jahren 1999/2000 erhalten.[5]
- Libanon: Fünf Einheiten 1997/1998 von den USA geliefert. Es handelte sich um gebrauchte M106.[5]
- Marokko: 36 Einheiten (gebraucht) im Jahr 2000 erhalten.[5]
- Niederlande: 53 Einheiten in den Jahren 1965/1966 erhalten.[5]
- Nordjemen: 12 im Jahr 1979 von den USA erhalten.[5]
- Norwegen: 28 Einheiten 1966/1967 von den USA zugekauft.[5]
- Peru: 24 Einheiten von 1974 bis 1976 von den USA zugekauft.[5]
- Portugal: 10 + 8 gebrauchte Einheiten erhalten.[5]
- Saudi-Arabien: unbekannte Anzahl in den 1980er-Jahren von den USA zugekauft.[5]
- Schweiz: 454 in den 1960er- und 1970er-Jahren von den USA zugekauft oder umgerüstet.[5]
- Taiwan: 90 Einheiten in den Jahren 1984/1986 erhalten.[5]
- Thailand: 12 M1064A3 in den Jahren 1995/1997 gebraucht erhalten.[5]